# بولچ
بولچ (به صربی: Boleč) یک منطقهٔ مسکونی در صربستان است که در Grocka واقع شده‌است. بولچ ۱۲٫۴۳ کیلومتر مربع مساحت دارد.